# Lupopsyrus
Lupopsyrus pygmaeus
Genre
Espèce
Lupopsyrus est un genre éteint de poissons préhistoriques acanthodiens.
On n'en connaît que l'espèce Lupopsyrus pygmaeus, qui vivait dans l'actuel Canada au début du Dévonien (Lochkovien), il y a environ 415 Ma (millions d'années).
C'est le premier eugnathostome (clade regroupant tous les gnathostomes à l'exception des placodermes). Il marque donc un grand pas dans l'évolution des vertébrés. Il est antérieur à la différenciation entre la lignée des poissons cartilagineux (chondrichthyens) et celle des poissons osseux (ostéichthyens). Il appartient à l'ordre paraphylétique des Climatiiformes.

## Systématique
Le genre Lupopsyrus et l'espèce Lupopsyrus pygmaeus ont été décrits en 1977 par les paléontologues Garry Michael Bernacsek (d) et David Lawrence Dineley (d).

## Publication originale
- (en) Garry Michael Bernacsek et David Lawrence Dineley, « New Acanthodians from the Delorme Formation (Lower Devonian) of N. W. T. Canada », Palaeontographica Abteilung A, vol. 158, nos 1-3,‎ 1er janvier 1977, p. 1-25 (ISSN 0375-0442 et 2509-8373).